# Modelu
Modelu é uma comuna romena localizada no distrito de Călăraşi, na região de Muntênia. A comuna possui uma área de 111.71 km² e sua população era de 9745 habitantes segundo o censo de 2007.